# Brus (Serbia)
Brus (en serbio cirílico : Брус) es una villa y cabecera del municipio homónimo, en el distrito de Rasina. En el censo de 2011 contaba con 4.572 habitantes y el municipio 16.293.

## Geografía

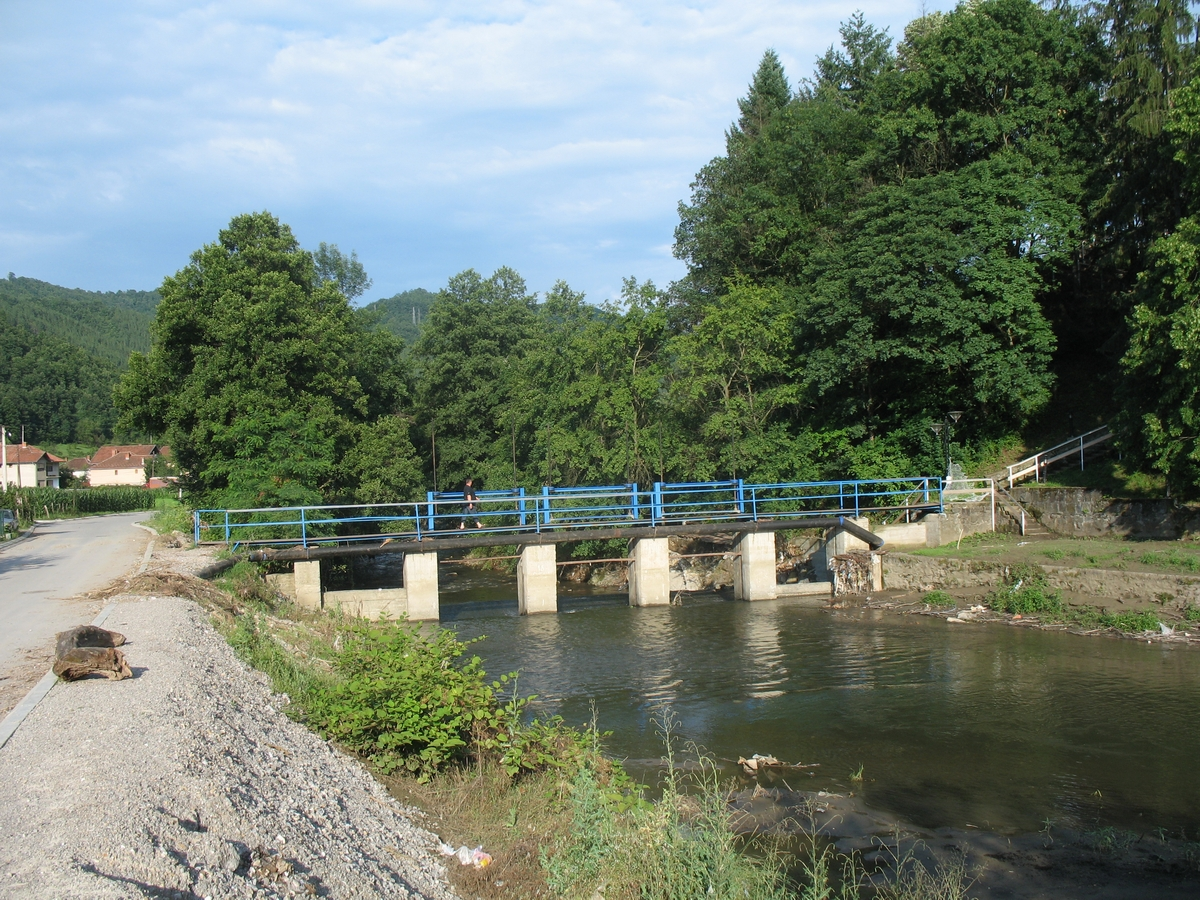
Puente sobre el río Rasina en Brus

La villa de Brus está situada a unos 250 km de Belgrado, en los contrafuertes orientales de los montes Kopaonik, y a una altitud de 829 m. La villa se encuentra a orillas del río Rasina y en el cruce que conduce a Kruševac, Aleksandrovac, Jošanička Banja y Vrnjačka Banja.

## Demografía

### Evolución demográfica de la villa
| 1948 | 1953 | 1961 | 1971 | 1981 | 1991 | 2002 | 2011 |
| ---- | ---- | ---- | ---- | ---- | ---- | ---- | ---- |
| 769  | 1223 | 940  | 2434 | 3406 | 4558 | 4653 | 4572 |

### Evolución demográfica del municipio
| 1948  | 1953  | 1961  | 1971  | 1981  | 1991  | 2002  | 2011  |
| ----- | ----- | ----- | ----- | ----- | ----- | ----- | ----- |
| 23491 | 25585 | 25606 | 24581 | 22679 | 21131 | 18764 | 16293 |

## Localidades del municipio de Brus

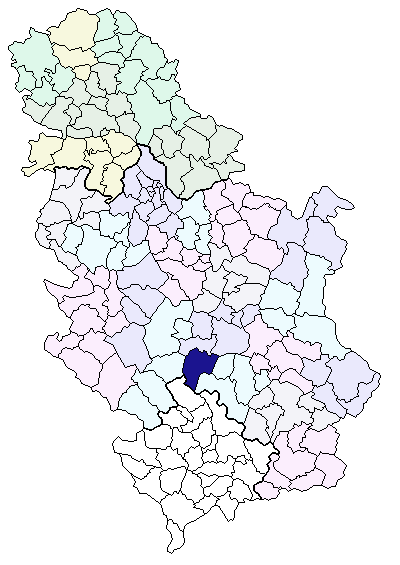
Localización del municipio de Brus en Serbia

El municipio de Brus cuenta con 58 localidades :
| - Batote - Belo Polje - Blaževo - Bogiše - Bozoljin - Boranci - Botunja - Brđani - Brzeće - Brus - Budilovina - Velika Grabovnica - Vitoše - Vlajkovci - Gornje Leviće | - Gornji Lipovac - Grad - Gradac - Graševci - Domiševina - Donje Leviće - Donji Lipovac - Drenova - Drtevci - Dupci - Đerekari - Žarevo - Žilinci - Žiljci - Žunje | - Zlatari - Igroš - Iričići - Kneževo - Kobilje - Kovizla - Kovioci - Kočine - Kriva Reka - Lepenac - Livađe - Mala Vrbnica - Mala Grabovnica - Milentija - Osredci | - Paljevštica - Ravni - Ravnište - Radmanovo - Radunje - Razbojna - Ribari - Stanulovići - Strojinci - Sudimlja - Tršanovci - Čokotar - Šošiće |

Brus está clasificado oficialmente como  "localidad urbana" (en serbio: градско насеље y gradsko naselje); y el resto de localidades del municipio están clasificadas como pueblos (село/selo).